# Eberhard Godt
Eberhard Godt (15 d'agost de 1900 - 13 de setembre de 1995) fou un militar de la Marina alemanya que serví durant la Primera i Segona Guerra Mundial, arribant a ser comandant d'operacions dels submarins U-Boot. Serví fins al final de la guerra a les ordres de Karl Dönitz. Després de la guerra s'afilià al grup Naval Historical Team i va escriure un assaig sobre les operacions de la marina alemanya durant el conflicte.

## Biografia
Eberhard Godt començà la seva carrera naval a la Kaiserliche Marine durant el darrer any de la I Guerra Mundial, assistint a l'Acadèmia Naval de Mürwik entre juliol i octubre del 1918, servint fins al 30 de novembre d'aquell any a bord del SMS Schlesien.
Serví fins al final de la guerra a les ordres de Karl Dönitz. Després de la guerra s'afilià al grup Naval Historical Team i va escriure un assaig sobre les operacions de la marina alemanya durant el conflicte. Després de l'armistici del novembre de 1918 abandonà la Marina. Entre febrer i juliol de 1919 va formar part de la companyia d'assalt naval del 1r Regiment de la Reserva de Guàrdies, estudiant entre 1919 i 1920 a l'Institut Tècnic de Hannover.
Al març 1920 tornà a allistar-se a la Reichsmarine, servint principalment als torpediners G-10 (1932-1934) i T-155. A partir de setembre de 1934 serví a bord de creuer Emden, sota el comandament del llavors Fregattenkapitän Karl Dönitz. El Kapitänleutnant Godt va ser traslladat a l'octubre de 1935 a la nova força de submarins, trasllat que podria estar relacionat amb el nou nomenament del seu antic comandant.
Després d'un breu període d'entrenament a finals de 1935, comandà els submarins U-23 i U-25 (1936), el Korvkpt. Godt s'uní a l'estat major de la flota submarina el gener de 1938 com a 1. Admiralstabsoffizier, mà dreta de Dönitz al comandament tàctic de tots els submarins, càrrec que ocuparia durant més de 7 anys. El setembre del 1939 el títol canvià a Chef der Operationsabteilung des BdU (cap del departament d'operacions de l'Estat Major del Comandant de Submarins).
Després de la promoció de l'almirall Dönitz a Comandant en Cap de la Kriegsmarine el gener de 1943, Eberhard Godt assumí tota la responsabilitat del comandament tàctic de la flota submarina alemanya, sota el títol de Chef der 2. Abteilung OKM/Skl (Cap del 2n Departament [Operacions Submarines], Comandament de Guerra Naval, OKM).
Després de la capitulació alemanya, restà en captivitat entre el 31 de maig i l'11 d'abril de 1947. Durant aquest període, va haver de fer de testimoni als Judicis de Nuremberg. Després de ser alliberat, treballà entre 1949 i 1952 com a empleat del museu de la Deutsche Marine de Bremerhaven.
Després de la guerra va escriure una història sobre les operacions de la Kriegsmarine durant la Segona Guerra Mundial.

## Historial militar i condecoracions

### Promocions
Seekadett – 1 de juny de 1918
 Fähnrich zur See - 1 d'abril de 1922
 Oberfähnrich zur See – 1 d'octubre de 1923
 Leutnant zur See – 1 d'abril de 1924
 Oberleutnant zur See – 1 de gener de 1926
 Kapitänleutnant – 1 de juliol de 1933
 Korvettenkapitän – 01 d'abril de 1937
 Fregattenkapitän - 01 de juliol de 1940
 Kapitän zur See - 01 de setembre de 1942
 Konteradmiral – 1 de març de 1943

### Condecoracions
Creu de Ferro de 1a Classe– 1914 1914
 Creu de Ferro de 2a Classe– 1914 (10/1915)
 Creu Hanseàtica de Lübeck
 Creu d'Honor 1914-1918
 Creu dels 25 anys de Servei
 Barra de 1939 Creu de Ferro de 1a Classe – 1914
 Barra de 1939 Creu de Ferro de 2a Classe – 1914
 Creu Alemanya d'Or (10 de febrer de 1942)